# Pompiers à Lyon
Pour plus de détails, voir Fiche technique et Distribution.
Pompiers à Lyon est un film français produit par la Société Lumière en 1896, sorti en 1897.

## Synopsis
La caméra est installée sur un trottoir à Lyon, près d'un pont. 
Les voitures hippomobiles arrivent au grand galop dans la profondeur de champ, sur la diagonale du cadrage. D'abord, trois voitures équipées de grandes échelles déployables. En dernier, environnée d'une épaisse fumée, une pompe à feu, c'est-à-dire une pompe, entraînée par la vapeur, pour mettre l'eau sous pression dans les lances d'incendie. Pour finir son bobineau de pellicule, la caméra s'attarde sur le mouvement des piétons et des charrettes, qui reprend après le passage des véhicules lancés à toute vitesse.

## Fiche technique
- Titre : Pompiers à Lyon
- Réalisation : inconnue
- Production : Société Lumière
- Durée : 31 secondes
- Format : 35 mm à 2 rangées de 1 perforation ronde Lumière par photogramme, noir et blanc, muet
- Pays :  France

## Analyse
Les interventions sur les incendies rencontrent un grand succès dans le cinéma primitif. Elles sont rarement documentaires, et plutôt des reconstitutions qui ressemblent à des entraînements. Ainsi, la Société Lumière fait impressionner une Sortie de la pompe, une Mise en batterie, une Attaque du feu, un Sauvetage d’une victime. 
Le succès des « vues photographiques animées », ainsi que les frères Lumière appellent leurs bobineaux impressionnés mis à la vente, et la possibilité de les projeter, provoquent une accélération de la recherche au niveau international. Thomas Edison qui, avec la collaboration de William Kennedy Laurie Dickson et de William Heise, a enregistré les premiers films de l'histoire du cinéma (c'est d'ailleurs lui qui adopte le mot anglais film pour désigner les pellicules impressionnées), comprend que le choix de Louis Lumière, qui est de filmer en extérieur, n'est pas étranger au succès des projections Lumière, qui laisse loin derrière elles le kinétoscope Edison et ses films tournés dans le premier studio de cinéma, le Black Maria. Il fait alléger la première caméra argentique, la caméra Kinétographe, entraînée à l'électricité, et lui fait adapter une manivelle semblable à la caméra Cinématographe. À l'imitation des Lumière, Laurie Dickson organise ainsi une prise de vues dans les rues avec le passage d'une unité de lutte contre le feu. « Mais alors que les Français filment les opérations de loin, les prises de vue américaines sont très impressionnantes car les opérateurs ont pris le risque de se poser au plus près de la trajectoire des chevaux qui entraînent dans un galop fou machines et combattants du feu. »